# Jasná
Jasná er en ferieby og et skisportssted i Tatrabjergene i det centrale Slovakiet. Det er en del af kommunen Demänovská Dolina.

## Ski
Jasná-området har i alt omkring 30 lifter (her imellem otte stolelifte og fire gondollifter), som alle er placeret på Chopok-bjerget. Jasná er med sit antal af lifter og sine 49 km piste det største skisportssted i Slovakiet. Desuden byder stedet på en funpark, 12 freeride zoner og aftenski.
Pisterne er gradueret således at 28 % er begynder, 51 % middelsvær og 21 % svær.

## Topografi
Bjerget Chopoks top er 2.024 meter over havet og der er base i 943 meters højde. Højdeforskellen er på 1081 meter.

## Vandland
Jasná har et af de største vandlande i Centraleuropa, "Tatralandia". Det er størst, når den udendørs del er åben om sommeren, men den indendørs del er også meget stor.

## Nærliggende områder
Nær feriestedet findes to grotter Demänovská jaskyňa Slobody og Demänovská ľadová jaskyňa.
Liptovský Mikuláš er den nærliggende turistby 12 km fra bjerget. 
Liptovský Mikuláš har direkte togforbindelse til Bratislava og flyforbindelse via Poprad-Tatry Airport.